# Black Messiah
Black Messiah je njemački simfonijski black/viking metal sastav iz Gelsenkirchena.

## O sastavu
Osnovan je 1992. kao čisti black metal-sastav, te su prvi studijski album Sceptre Of Black Knowledge objavili 1998. godine. Na idućem Oath of a Warrior objavljenog sedam godina kasnije, dolazi do promjene stila, na kojem primjenjuju više elemenata viking i folk metala. Nakon toga potpisuju za AFM Records, te objavljuju još četiri albuma: Of Myths And Legends 	Full-length 2006., First War of the World 2009., The Final Journey 2012. te zasada posljednji Heimweh 2013. godine. Najčešće teme njihovih pjesama su teuotonska mitologija i bitke.

## Članovi sastava
Trenutačna postava
- Zagan - vokal, gitara, violina, mandolina
- Frangus - gitara
- Garm -	bas-gitara
- Mike 'Brööh' Bröker - bubnjevi
- Ymir - gitara
- Agnar - klavijature

## Diskografija
Studijski albumi
- Sceptre of Black Knowledge (1998.)
- Oath of a Warrior (2005.)
- Of Myths and Legends (2006.)
- First War of the World (2009.)
- The Final Journey (2012.)
- Heimweh (2013.)
- Walls of Vanaheim (2017.)

## Vanjske poveznice
- Službena stranica